# 罗福苌

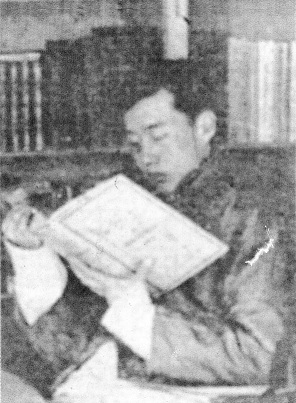
罗福苌

罗福苌（1896年—1921年）是一位中国语言学家。

## 生平
祖籍浙江上虞，出生于江苏淮安，语言学家、历史学家，罗振玉的次子。同哥哥罗福成一起致力研究西夏文。